# Uhřičice
Uhřičice (en allemand : Auhertschitz) est une commune du district de Přerov, dans la région d'Olomouc, en République tchèque. Sa population s'élevait à 522 habitants en 2020.

## Géographie
Uhřičice se trouve à 2,5 km au nord-nord-ouest du centre de Kojetín, à 15 km au sud-ouest de Přerov, à 25 km au sud d'Olomouc et à 221 km à l'est-sud-est de Prague.
La commune est limitée par Polkovice et Lobodice au nord, par Troubky et Záříčí à l'est, par Kojetín et Měrovice nad Hanou au sud, et par Hruška et Tvorovice à l'ouest.

## Histoire
La première mention écrite de la localité date de 1277.

## Transports
Par la route, Uhřičice se trouve à 3,5 km de Kojetín, à 21,5 km de Přerov, à 30 km d'Olomouc et à 270 km de Prague.